# Inmarsat
Inmarsat je mezinárodní družicová telekomunikační společnost se sídlem v Londýně, která nabízí globální mobilní služby, zejména na moři a v odlehlých částech světa. Název INMARSAT je složen z počátečních písmen International Maritime Satellite Organization.

## Popis
Společnost poskytuje telefonní a datové služby uživatelům po celém světě prostřednictvím přenosných nebo mobilních terminálů, které komunikují s pozemními stanicemi prostřednictvím dvanácti geostacionárních telekomunikačních družic. Síť společnosti Inmarsat poskytuje komunikační služby celé řadě vlád, agentur poskytujících pomoc, médiím a firmám, které potřebují komunikovat ve vzdálených oblastech nebo kde neexistuje žádná spolehlivá pozemní síť. Služby společnosti jsou dosažitelné pod mezinárodní předvolbou +870, mobilní předvolba je 901-11.
Inmarsat v roce 2017 provozoval celkem 13 stacionárních telekomunikačních družic 3., 4. a 5. generace, zaměstnával přes 1600 osob s ročním obratem 1,338 miliardy USD.
Zajišťuje i záložní komunikaci pro obnovení dodávky elektřiny v případě blackoutu mezi JE Dukovany a VE Vranov a VE Dalešice.

## Historie
Společnost vznikla roku 1979 dohodou členských států Mezinárodní námořní organizace (IMO) jako součást OSN. Od roku 1983 provozuje vlastní síť satelitů a od roku 1999 byla proměněna v akciovou společnost Inmarsat pls, která byla obchodována na londýnské burze cenných papírů a součástí indexu FTSE 100 až do prosince 2019, kdy byla převzata konsorciem Connect Bidco (Apax, Warburg Pincus aj.).

### Akvizice společností Viasat
V listopadu 2021 byla oznámena dohoda mezi vlastníky Inmarsatu, vedenými společnostmi Apax a Warburg Pincus, a společností Viasat v hodnotě 7,3 miliardy dolarů, v rámci které Viasat koupí Inmarsat za 850 milionů dolarů v hotovosti, vydá přibližně 46 milionů akcií společnosti Viasat a převezme 3,4 miliardy dolarů v dluh. Společnost Viasat slíbila, že dodrží slib, který učinili předchozí vlastníci, když byl v roce 2019 převzat do soukromého vlastnictví, že Inmarsat zůstane společností se sídlem ve Spojeném království, a na další plánované investice.
Akvizice byla dokončena v květnu 2023.